# Sở An sinh Xã hội (Hoa Kỳ)
Sở An sinh Xã hội (tiếng Anh: Social Security Administration, viết tắt: SSA) là một cơ quan của chính phủ Liên bang Hoa Kỳ đảm nhiệm chương trình An sinh Xã hội. Đây là quỹ tài trợ phụ cấp hưu bổng, phế tật, và tử tuất. Để hội đủ điều kiện, người đi làm phải đóng góp vào quỹ dưới diện "thuế An sinh Xã hội". Thuế này căn cứ vào tiền lương, và tiền phụ cấp mai sẽ sau tùy thuộc số lượng góp lúc trước.
Sở An sinh Xã hội được thành lập chiếu theo điều luật 42 U.S.C. § 901. Đứng đầu Sở là một ủy viên với nhiệm kỳ sáu năm.
Trụ sở của Sở An sinh Xã hội đặt tại Woodlawn, Maryland, phía tây Baltimore. Sở An sinh Xã hội còn có 10 chi nhánh, tám trung tâm cứu xét và khoảng 1300 văn phòng địa phương. Chương trình An sinh Xã hội của Hoa Kỳ chiếm 37% chi phí của chính phủ Liên bang, tương đương 7% GDP.

## Liên kết
- SSA tiếng Việt